# Fi 158 (航空機)
フィーゼラー Fi 158
フィーゼラー Fi 158、カッセル＝ヴァルダウ飛行場にて
- 用途：実験機
- 製造者：フィーゼラー
- 初飛行：1938年3月9日
- 生産数：1機
- 運用状況：試作のみ

フィーゼラー Fi 158（Fieseler Fi 158）は、1938年からドイツのフィーゼラー社で設計、製造された民間用の実験機である。

## 開発
Fi 158はFi 157無人標的機を有人化した機体である。Fi 158は尾輪引き込み式降着装置と2枚の垂直尾翼/方向舵を持つほぼ全木製の低翼単葉機であり、乗員は密閉式コックピットのタンデム配置の座席に搭乗した。

## 要目
（Fi 158）
- 乗員：2名
- 全長：6.60 m (21 ft 7 in)
- 全幅：7.00 m (22 ft 11 in)
- 全高：1.70 m (5 ft 7 in)
- 翼面積：7.00 m2 (75.35 ft2)
- 空虚重量：494 kg (1,089 lb)
- 全備重量：646 kg (1,424.2 lb)
- エンジン：1 × ヒルト HM506、119 kW (160 hp)
- 最高速度：350 km/h (217.5 mph)
- 巡航高度：6,700 m (22,000 ft)
- 航続距離：370 km (1,214 miles)